# Langenfeld (Mittelfranken)

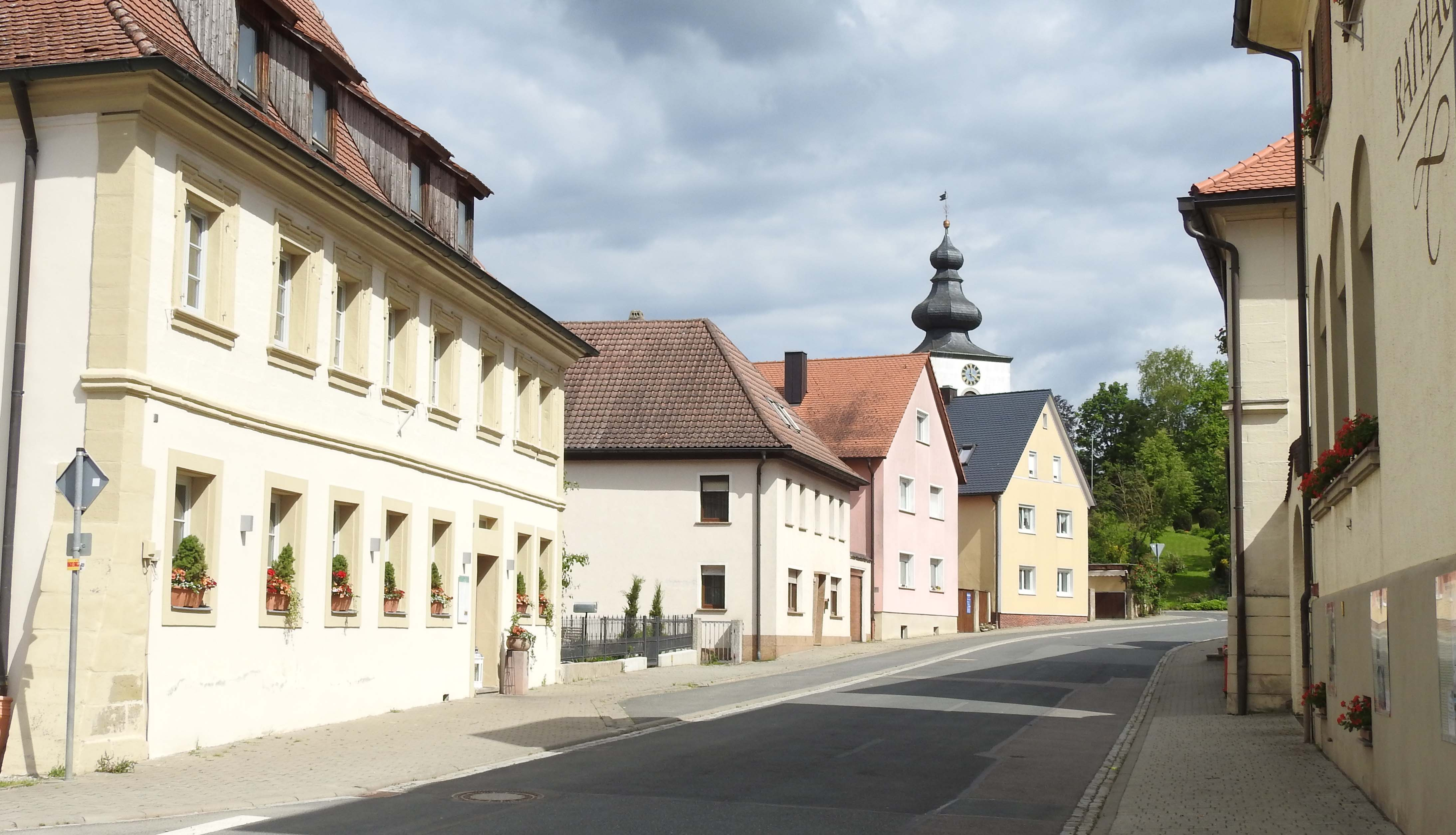
Hauptstraße in Langenfeld

Langenfeld (fränkisch: Langafäld) ist eine Gemeinde im Landkreis Neustadt an der Aisch-Bad Windsheim (Mittelfranken, Bayern).

## Geographie

### Geographische Lage
Die Gemeinde liegt in den südlichen Ausläufern des Steigerwaldes im ostwärts ziehenden Tal des Ehebachs kurz vor dem Zulauf seines größten linken Zuflusses Laimbach.
Der Hauptort Langenfeld liegt in zwei durch den Bachlauf und einen begleitenden Auenstreifen deutlich getrennten Teilen an den beiderseitigen Auenrändern und unteren Hängen des Ehebachtals. Etwa einen Kilometer westlich der Ortsmitte steht die Einöde Lamprechtsmühle am linken Ufer des Bachs. Der Weiler Hohenholz hat mit etwa 315–325 m ü. NHN die höchste Lage, er liegt südlich des Hauptorts in den Flurhügeln wenig unter der Wasserscheide zum Einzugsgebiet der Aisch oberhalb der Ehebachmündung.

### Nachbargemeinden
Nachbargemeinden sind (von Norden beginnend im Uhrzeigersinn): Baudenbach, Neustadt an der Aisch, Sugenheim und Scheinfeld.

### Gemeindegliederung
Die Gemeinde hat drei Gemeindeteile (in Klammern ist der Siedlungstyp angegeben):
- Hohenholz (Weiler)
- Lamprechtsmühle (Einöde)
- Langenfeld (Pfarrdorf)

Es gibt auf dem Gemeindegebiet nur die Gemarkung Langenfeld. Sie hat eine Fläche von 7,201 km² und ist in 1123 Flurstücke aufgeteilt, die eine durchschnittliche Fläche von 6412,39 m² haben.

## Geschichte
Im Hohenlohischen Urkundenbuch wurde Langenfeld erstmals am 23. Mai 1305 anlässlich der Übergabe der Veste Wernsberg von Heinrich von Hohelohe an seinen Vetter Konrad genannt: Hiltmar von Langenvelt tritt dabei als Zeuge auf. Der Ortsname leitet sich vom gleichlautenden Flurnamen ab, der auch damals schon lediglich ein langes Feld bezeichnete. Von 1317 bis 1782 war Langenfeld im Besitz der Reichsritter von Seckendorff, die dort eine Burg besaßen und das Geleitrecht auf der Straße von Nürnberg nach Frankfurt (später Reichsstraße 8, jetzt Bundesstraße 8), soweit diese durch ihr Territorium führte, ausübten. Bereits 1524 hatte Florian von Seckendorff evangelische Geistliche in Langenfeld angestellt (1533 führte er dann die Verpflichtung auf die Augsburger Konfession und somit offiziell die Reformation durch). Nach dem Dreißigjährigen Krieg ließen sich hier rund 40 protestantische Glaubensvertriebene aus Österreich nieder, die in ihrer neuen Heimat maßgeblich zum Wiederaufbau beitrugen. In der Folge entwickelte sich Langenfeld wirtschaftlich durch die Errichtung einer Posthalterei, die bis 1865 bestand. Im Juni 1757 war die Posthalterei Stützpunkt der Truppen des 1. Fränkischen Kreis-Regiments, das sich im Lager auf dem Lerchenbühl sammelte. Am 22. November 1762 wurden in Langenfeld durch einen Leutnant von Schlammersdorf die seckendorffische Gutsherrschaft und der taxissche Posthalter J. G. Stöcker gebrandschatzt. Neuer Burg- und Dorfherr wurde 1782 der Reichsfreiherr Franz Xaver von und zu Franckenstein, der aber seine Residenz nach Ullstadt verlegte. Die Burg wurde 1782 abgerissen, die Schlosskapelle zur Kirche erweitert und ein Kirchturm errichtet.
Gegen Ende des 18. Jahrhunderts gab es in Langenfeld 66 Anwesen (Schloss, Kirche, Pfarrhaus, Schulhaus, 3 Schenkstätten, 3 Höfe, 23 Güter, 7 Gütlein, 23 Häuser, 1 Häuslein, Badstube, Schmiede). Das Hochgericht übte die Herrschaft Ullstadt aus. Die Dorf- und Gemeindeherrschaft und die Grundherrschaft über alle Anwesen hatte das Rittergut Ullstadt.
Von 1797 bis 1810 unterstand der Ort dem Justizamt Dachsbach und Kammeramt Neustadt. 1810 kam Langenfeld an das Königreich Bayern. Im Rahmen des Gemeindeedikts wurde es dem 1811 gebildeten Steuerdistrikt Ullstadt und der 1813 gebildeten Ruralgemeinde Ullstadt zugewiesen. Mit dem Zweiten Gemeindeedikt (1818) entstand die Ruralgemeinde Langenfeld, zu der Hohenholz und Lamprechtsmühle gehörten. Sie war in Verwaltung und Gerichtsbarkeit dem Landgericht Neustadt an der Aisch zugeordnet und in der Finanzverwaltung dem Rentamt Neustadt an der Aisch. Die freiwillige Gerichtsbarkeit und Ortspolizei hatte jedoch bis 1848 das Patrimonialgericht Ullstadt inne. Am 12. Februar 1827 wurde die Gemeinde an das Landgericht Markt Bibart und dem Rentamt Iphofen abgegeben. Ab 1862 gehörte Langenfeld zum Bezirksamt Scheinfeld (1939 in Landkreis Scheinfeld umbenannt) und ab 1879 zum Rentamt Markt Bibart (1919–1929: Finanzamt Markt Bibart, 1929–1972: Finanzamt Neustadt an der Aisch, seit 1972: Finanzamt Uffenheim). Die Gerichtsbarkeit blieb bis 1879 beim Landgericht Markt Bibart, von 1880 bis 1973 war das Amtsgericht Scheinfeld zuständig, seitdem ist es das Amtsgericht Neustadt an der Aisch.
Wegen der guten Verkehrsverbindungen siedelten sich Handwerksbetriebe an, darunter der Geigen- und Harfenmacher Matthäus Scheinlein (1710–1771), dessen Instrumente bald in ganz Europa gespielt wurden. Der erfolgreichste Posthalter war Georg Moritz Stöcker, der von 1820 bis 1852 die Posthalterei Langenfeld führte, 1825 in den bayerischen Landtag gewählt wurde und 1848/49 Mitglied der Frankfurter Nationalversammlung war. Von 1865 bis 1991 war Langenfeld Eisenbahnstation an der Bahnstrecke Fürth–Würzburg.
Um die Reichsstraße 8 (heute Bundesstraße 8) dem wachsenden Verkehr anzupassen, wurde sie 1938 so verlegt, dass sie nicht mehr durch den Ortskern von Langenfeld hindurch führte. Die Gefährdung Langenfelds durch Hochwasser wurde 1958/59 dadurch gebannt, dass das Flüsschen Ehe im Zuge der Flurbereinigung reguliert wurde. Dies ermöglichte die Erschließung eines neuen Siedlungsgebietes, das bis 2005 bebaut wurde.
Bis 1975 gab es eine Dorfschule, die ab 1535 in den Kirchenbüchern nachgewiesen ist. Das vierte Schulhaus (mit zwei Klassenräumen und zwei Lehrerwohnungen) wurde 1911 von der Gemeinde gebaut und 1975 zum Rathaus umgewidmet. Im Jahre 1997 plante der Gemeinderat die Erweiterung der engen Schulstraße und bemühte sich um Zuschüsse aus dem Städtebauförderungs-Programm, die 2007 gewährt wurden und die Schaffung des Dorfplatzes mit dem Paul-Reutter-Brunnen ermöglichten. Im Jahre 2008 erhielt Langenfeld ein neues Dorfzentrum durch die Errichtung eines Mehr-Generationen-Hauses. Dieses wurde im Wettbewerb Deutschland – Land der Ideen ausgezeichnet. Im Jahre 2014 wurde ein Mehrgenerationen-Wohnprojekt errichtet in dem auch eine Tagespflege untergebracht ist. Im Jahre 2017 ist nach dem Abriss der ehemaligen Bäckerei in der Hauptstraße auf diesem Gelände ein neues Gebäude errichtet worden, in dem eine „Ambulant betreute Wohngemeinschaft“ mit dem Namen „Alte Bäckerei“ beheimatet ist. Ebenso wurde in diesem Jahre mit der Dorfladen Langenfeld UG (haftungsbeschränkt) ein Supermarkt eröffnet, der für die Langenfelder Bevölkerung sowie für die umliegenden Gemeinden als Einkaufsmöglichkeit dient.

## Einwohnerentwicklung
Im Zeitraum 1988 bis 2018 stieg die Einwohnerzahl von 784 auf 1050 um 266 Einwohner bzw. um 33,9 %.
Gemeinde Langenfeld
| Jahr      | 1818   | 1840   | 1852   | 1861   | 1867   | 1871   | 1875   | 1880   | 1885   | 1890   | 1895   | 1900   | 1905   | 1910   | 1919   | 1925   | 1933   | 1939   | 1946   | 1950   | 1961   | 1970   | 1987   | 2007   | 2012   | 2016   |
| Einwohner | 458    | 528    | 531    | 520    | 538    | 517    | 503    | 540    | 524    | 534    | 552    | 549    | 526    | 465    | 454    | 472    | 456    | 448    | 761    | 826    | 741    | 678    | 779    | 1036   | 991    | 1016   |
| Häuser    | 88     | 85     |        |        |        | 90     |        |        | 93     |        |        | 93     |        |        |        | 92     |        |        |        | 102    | 133    |        | 213    |        |        | 333    |
| Quelle    | [ 20 ] | [ 21 ] | [ 22 ] | [ 23 ] | [ 22 ] | [ 24 ] | [ 22 ] | [ 22 ] | [ 25 ] | [ 22 ] | [ 22 ] | [ 26 ] | [ 22 ] | [ 22 ] | [ 22 ] | [ 27 ] | [ 22 ] | [ 22 ] | [ 22 ] | [ 28 ] | [ 29 ] | [ 30 ] | [ 31 ] | [ 32 ] | [ 32 ] | [ 32 ] |

Ort Langenfeld
| Jahr      | 001818 | 001840 | 001861 | 001871 | 001885 | 001900 | 001925 | 001950 | 001961 | 001970 | 001987 | 002014 |
| Einwohner | 420    | 484    | *489   | 470    | 484    | 504    | 434    | 783    | 711    | 652    | 748    | 989    |
| Häuser    | 81     | 78     |        |        | 86     | 86     | 87     | 97     | 128    |        | 204    |        |
| Quelle    | [ 20 ] | [ 21 ] | [ 23 ] | [ 24 ] | [ 25 ] | [ 26 ] | [ 27 ] | [ 28 ] | [ 29 ] | [ 30 ] | [ 31 ] | [ 33 ] |

Bevölkerungsentwicklung der Gemeinde Langenfeld 1956–2023
Bevölkerung der Gemeinde Langenfeld nach Geschlecht 1956–2023
Geschlechterverteilung (Sex Ratio) der Gemeinde Langenfeld 1956–2023, wobei die Sex Ratio mit der Formel {\textstyle {Anzahl_{m} \over \ Anzahl_{w}}\cdot 100} berechnet wird[34]

## Politik und Öffentliche Verwaltung
Die Gemeinde ist Mitglied der Verwaltungsgemeinschaft Scheinfeld.

### Gemeinderat
Der Gemeinderat hat zwölf Mitglieder:
- CSU/Freie Bürger: fünf Sitze
- Freie Wähler – Dorfgemeinschaft: sieben Sitze

(Stand: Kommunalwahl am 15. März 2020)

### Wappen und Flagge
Wappen
| Wappen von Langenfeld | Blasonierung: „In Rot ein bewurzelter silberner Lindenbaum.“ |
| Wappen von Langenfeld | Wappenbegründung: Im Jahr 1633 wurde ein Gerichtssiegel erwähnt, auf dem ein Baum abgebildet ist. Aus den Jahren 1687 und 1688 sind Abdrucke dieses Siegels überliefert. Bei dem Lindenbaum handelt es sich um eine Anspielung auf die Lindenzweige im Wappen der Freiherren von Seckendorff. Diese waren als Grundherren und Kirchenpatrone mit der Geschichte des Ortes über viele Jahrhunderte eng verbunden. Als Wappenfarben wurden daher auch die Hauptfarben Rot und Silber aus dem Familienwappen der Freiherren von Seckendorff gewählt. Dieses Wappen wird seit 1938 geführt. |

Flagge
Die Gemeindeflagge ist rot-weiß.

## Baudenkmäler
siehe auch: Kirche Langenfeld, Schloss Langenfeld

## Gaststätten
- Gasthaus Zum Hirschen[37]; jetzt Ela Mesa, ein griechisches Restaurant

## Verkehr
Der Ort wird östlich von der Bundesstraße 8 tangiert, die nach Markt Bibart (6,5 km nordwestlich) bzw. nach Neustadt an der Aisch (7,5 km südöstlich) führt. Die Staatsstraße 2256 führt nach Baudenbach (2 km nordöstlich) bzw. nach Ullstadt (2,5 km westlich). Die Kreisstraße NEA 26 führt nach Unternesselbach (3,7 km südlich). Eine Gemeindeverbindungsstraße führt zur Lamprechtsmühle (0,8 km westlich).

## Söhne und Töchter der Stadt
- Georg Moritz Stöcker (1797–1852), Posthalter, Abgeordneter der Bayerischen Abgeordnetenkammer und Mitglied der Nationalversammlung in Frankfurt am Main 1848/49
- Heinrich Stöcker, 1884 Reichstagsabgeordneter der Nationalliberalen[38]
- Karl Stöcker (1845–1908), Landtags- und Reichstagsabgeordneter
- Lissy Gröner (1954–2019), Politikerin (SPD), MdEP (1989–2009), ehemaliges Mitglied im Bundesvorstand der ASF – Arbeitsgemeinschaft sozialdemokratischer Frauen, ASF-Bezirksvorsitzende von Mittelfranken, ehem. Frauenpolitische Sprecherin der SPE-Fraktion
- Rolf Kemnitzer (* 1964), Dramatiker und Regisseur